# Abraham-Pais-Preis
Der Abraham-Pais-Preis (Abraham Pais Prize for History of Physics) ist ein jährlich seit 2005 von der American Physical Society (APS, und deren Forum on the history of physics, FHP) und dem American Institute of Physics (Center for History of Physics) vergebener Preis für Physik-Geschichtsschreibung. Er ist mit 10.000 US-Dollar dotiert (2008) und mit einer Invited Lecture auf dem Treffen der APS verbunden. Er ist nach dem Einstein-Biographen Abraham Pais benannt.

## Preisträger
- 2005: Martin J. Klein
- 2006: John Heilbron
- 2007: Max Jammer
- 2008: Gerald Holton
- 2009: Stephen Brush
- 2010: Russell McCormmach
- 2011: Silvan S. Schweber
- 2012: Lillian Hoddeson
- 2013: Roger H. Stuewer
- 2014: David C. Cassidy
- 2015: Spencer R. Weart
- 2016: Allan Franklin
- 2017: Mary Jo Nye
- 2018: Peter Galison
- 2019: Helge Kragh
- 2020: Dieter Hoffmann
- 2021: Hasok Chang
- 2022: Patricia Fara
- 2023: Jürgen Renn
- 2024: Virginia Louise Trimble
- 2025: Michael Riordan